# Prêmio Prometheus
O Prêmio Prometheus (Prometheus Award) é um prêmio para romances de ficção científica libertária dado anualmente pela Sociedade Futurista Libertária (Libertarian Futurist Society), que também publica o periódico quadrimestral, Prometheus. L. Neil Smith criou o prêmio em 1979, mas só foi dado regularmente após a fundação da Libertarian Futurist Society em 1982. A Sociedade criou o Prêmio Hall of Fame (para obras clássicas de ciência libertária, não apenas romances) em 1983.

## Ganhadores do Prêmio Prometheus
Título original: Prometheus Award for Best Novel
- 1979 - F. Paul Wilson, Wheels Within Wheels
- 1980 - prêmio não dado
- 1981 - prêmio não dado
- 1982 - L. Neil Smith, The Probability Broach
- 1983 - James P. Hogan, Voyage from Yesteryear
- 1984 - J. Neil Schulman, The Rainbow Cadenza
- 1985 - Sem Vencedor ("None of the Above")
- 1986 - Victor Milan, Cybernetic Samurai
- 1987 - Vernor Vinge, Marooned in Realtime
- 1988 - Victor Koman, The Jehovah Contract
- 1989 - Brad Linaweaver, Moon of Ice
- 1990 - Victor Koman, Solomon's Knife
- 1991 - Michael Flynn, In the Country of the Blind
- 1992 - Larry Niven, Jerry Pournelle e Michael Flynn, Fallen Angels
- 1993 - James P. Hogan, The Multiplex Man
- 1994 - L. Neil Smith, Pallas
- 1995 - Poul Anderson, The Stars are also Fire
- 1996 - Ken MacLeod, The Star Fraction
- 1997 - Victor Koman, Kings of the High Frontier
- 1998 - Ken MacLeod, The Stone Canal
- 1999 - John Varley, The Golden Globe
- 2000 - Vernor Vinge, A Deepness in the Sky
- 2001 - L. Neil Smith, The Forge of the Elders
- 2002 - Donald Kingsbury, Psychohistorical Crisis
- 2003 - Terry Pratchett, Night Watch
- 2004 - F. Paul Wilson,  Sims
- 2005 - Neal Stephenson, The System of the World
- 2006 - Ken MacLeod, Learning the World
- 2007 - Charles Stross, Glasshouse
- 2008 - Harry Turtledove, The Gladiator e Jo Walton, Ha'Penny
- 2009 - Cory Doctorow, Little Brother
- 2010 - Dani Kollin e Eytan Kollin, The Unincorporated Man
- 2011 - Sarah A. Hoyt, Darkship Thieves
- 2013 - Cory Doctorow, Cinema Pirata

## Ganhadores do Prêmio Hall of Fame
Título original: Prometheus Hall of Fame Award
- 1983 - Robert A. Heinlein, The Moon is a Harsh Mistress; Ayn Rand, Atlas Shrugged
- 1984 - George Orwell, Nineteen Eighty-Four; Ray Bradbury, Fahrenheit 451
- 1985 - Poul Anderson, Trader to the Stars; Eric Frank Russell, The Great Explosion
- 1986 - Cyril Kornbluth, The Syndic; Robert Anton Wilson and Robert Shea, Illuminatus! trilogy
- 1987 - Robert A. Heinlein, Stranger in a Strange Land; Ayn Rand, Anthem
- 1988 - Alfred Bester, The Stars My Destination
- 1989 - J. Neil Schulman, Alongside Night
- 1990 - F. Paul Wilson, The Healer
- 1991 - F. Paul Wilson, An Enemy of the State
- 1992 - Ira Levin, This Perfect Day
- 1993 - Ursula K. Le Guin, The Dispossessed
- 1994 - Yevgeny Zamyatin, We
- 1995 - Poul Anderson, The Star Fox
- 1996 - Robert A. Heinlein, Red Planet
- 1997 - Robert A. Heinlein, Methuselah's Children
- 1998 - Robert A. Heinlein, Time Enough for Love
- 1999 - H. Beam Piper e John J. McGuire, A Planet for Texans aka Lone Star Planet
- 2000 - Hans Christian Andersen, "The Emperor's New Clothes"
- 2001 - Jerry Pournelle and John F. Carr: editors, The Survival of Freedom
- 2002 - Patrick McGoohan, The Prisoner (TV series)
- 2003 - Robert A. Heinlein, Requiem
- 2004 - Vernor Vinge, The Ungoverned
- 2005 - A. E. van Vogt, The Weapon Shops of Isher
- 2006 - Alan Moore (autor) e David Lloyd (ilustrator), V for Vendetta
- 2007 - Sinclair Lewis, It Can't Happen Here e Vernor Vinge, True Names
- 2008 - Anthony Burgess, A Clockwork Orange
- 2009 - J. R. R. Tolkien, O Senhor dos Anéis
- 2010 - Poul Anderson, "No Truce with Kings"

## Ganhadores do Prêmio Special
Título original: Special Award
- 1998 - Brad Linaweaver e Edward E. Kramer: editores, Free Space (antologia)
- 2001 - Poul Anderson, Prêmio Prometheus Especial pelo conjunto de obra
- 2005 - Mark Tier e Martin H. Greenberg: editores, Give Me Liberty e Visions of Liberty (antologias para Baen Books)
- 2005 - L. Neil Smith (escritor) e Scott Bieser (ilustrator), The Probability Broach: The Graphic Novel
- 2006 - Joss Whedon (escritor-diretor), Serenity
- 2007 - James McTeigue (diretor) e Irmãs Wachowski (roteiro), V for Vendetta